# Wilhelmina Elisabeth Sanderman-de Koning
Wilhelmina Elisabeth Sanderman-de Koning (Rotterdam, 28 november 1919 - Lochem, 10 oktober 2017) was een koerierster voor het Nederlands verzet in de Tweede Wereldoorlog.

## Tweede Wereldoorlog
Wilhelmina Elisabeth (roepnaam Bep) Sanderman-de Koning groeide op in Rotterdam. Door haar toenmalige verloofde Boy Sissingh werd ze in 1941 gevraagd om de illegale kranten Het Parool en Je Maintiendrai rond te brengen. Vanaf dat moment heeft ze zich voor de Knokploeg Rotterdam en het Bureau Bijzondere Opdrachten beziggehouden met het wegbrengen van wapens en illegale papieren, coderen van berichten, begeleiden van geallieerde piloten, assisteren bij wapendroppings en het verschaffen van onderduikadressen. Veel papieren en wapens vervoerde ze tussen haar kleding of verstopt in een tas. Na de wapendropping bij Berkel en Rodenrijs werd ze door Duitsers aangehouden; de wapens die verstopt zaten onder een laag uien in haar fietstas werden niet ontdekt. Ze leverde de papieren vaak af bij het hoofdkwartier van de Knokploeg Rotterdam waar zij veel andere verzetsmensen ontmoette zoals Marinus van der Stoep en Samuel Esmeijer. Zij werkte veel voor de agenten van het Bureau Bijzondere Opdrachten Pieter Jacobus de Beer, Bert de Goede en Richard Barmé. Nadat de laatste op 2 februari 1945 was uitgepeild en gearresteerd en - op 8 maart 1945 op de Waalsdorpervlakte - gefusilleerd, moest zij onderduiken omdat hij haar echte naam en adres kende. Dat deed zij in Hummelo, tot aan het einde van de oorlog.

## Na de oorlog
Na de oorlog heeft ze bijna 50 jaar over haar oorlogservaringen gezwegen. Na wat omzwervingen woonde ze met haar man en twee kinderen in Drenthe, later in Gelderland. Pas nadat onderzoeker en schrijver Eddy de Roever van Stichting 1940-1945 haar in 1994 had opgespoord via het radioprogramma Adres Onbekend deelde ze haar ervaringen met hem voor zijn boek over Richard Barmé.